# Melczer István
Kellemesi Melczer István (Pest, 1810. július 3. – Budapest, 1896. február 19.) az utolsó királyi személynök, főrendiházi tag.

## Élete
Melczer László hétszemélynök (septemvir) és Majláth Mária grófnő fia. Középiskoláit és egyetemi jogi tanulmányait Pesten 1829-ben fejezte be, azután Eperjesen a tiszáninneni kerületi táblánál kezdte meg a joggyakorlatot; ugyanakkor Sáros megyében tiszteletbeli esküdt lett. A hajdúvárosok rendezésére kiküldött királyi biztos mellett mint tollnok működött. 1830-ban már a királyi tábla hites jegyzőjének esküdött fel; a táblának úgynevezett kisebb kancelláriájában dolgozott 1832-ig. De ez idő alatt is többféle küldetése volt. Így az 1830. évi országgyűlésen Senyey János bárónak absentium ablegatusa volt, 1831-ben pedig a nagy kolerajárvány alkalmából kiküldött királyi biztos mellett működött. 1832-ben tette le az ügyvédi vizsgát és 1835-ben tiszteletbeli ügyésszé nevezték ki. 1836-ban a hétszemélyes táblánál jegyző, 1839-ben valóságos királyi fiskus, 1842-ben királyi táblai bíró lett. Királyi táblai bíró korában a nádori bírósághoz is meghívták. 1848-ban Pesten nemzetőr volt.
A szabadságharc után is megmaradt egy ideig a táblánál és 1850-ben a kassa-eperjesi kerületi bíróságok rendezésére őt küldték ki királyi biztosnak. De a Bach miniszter rendszere sehogy sem tetszett a magyar gondolkozású és érzésű táblabirónak, úgy, hogy minden marasztalás ellenére 1851-ben lemondott állásáról és visszavonult birtokaira, ahol tíz esztendeig gazdálkodott. 1861-ben hagyta ott a falusi jószágát, amikor a király hétszemélynöknek, majd királyi személynöknek nevezte ki. Ezt az előkelő állást mindaddig viselte, mig a felső bíróságokat nem reformálták és a hétszemélyes táblát királyi kúriává alakították. A magyar jogászágyűlésen mint elnök szerepelt. Akkor nyugalomba vonult.
Sok tudású és ritka éles judiciummal bíró ember volt. Érdemeit a király nagyon méltányolta. 1863-ban valóságos belső titkos tanácsosi méltóságot, 1867-ben a Szent István-rend középkeresztjét, 1870-ben a Lipót-rend nagy keresztjét, 1871-ben kamarási méltóságot nyert; amikor pedig a főrendiházat reformálták, annak is tagja lett. Sok évig nem szerepelt a nyilvánosság előtt; ezt köszvényes bajai megnehezítették, az utolsó időben meg éppen lehetetlenné tették neki a járást. Csak mikor a polgári házasságról szóló törvényavaslat fölött a főrendiházban az első szavazás volt, akkor tartotta vallásos kötelességének elmenni az ülésre és a javaslat ellen szavazni; de akkor is csak mások támogatásával tudott fölmenni a múzeumi épület lépcsőjén. A többi ülésre már nem is tudott elmenni, ágyban fekvő beteg volt. 1895 ősszel influenzába esett és azótan nem tudott felépülni. Minthogy családja nem volt, végrendeletében csaknem minden humanus hazafias intézetről megemlékezett.
Nagy előszeretettel foglalkozott az archeológiával és a heraldikával, több cikket írt az Archaeologiai Értesítőbe és a Századokba, adatokat szolgáltatott a Siebmacher címer-könyvéhez is.
Cikkei a Hazánkban (1884. Deák Ferencz békeszövetsége, Az 1836. országgyűlés történetéhez); a Magyar Könyv-Szemlében (1888. Melczer János ismeretlen strassburgi dissertatiója 1595-ből).

## Művei
- Áhitatos fohászkodások az isteni gondviseléshez. Bpest, 1876. (2. kiadás).
- Fontane d'Angioli báró lo Presti család nemzedékrendje. Uo. 1885.
- Okmányok a kellemesi Melczer család levéltárából. XIII., XIV., XV. század. Uo. 1890.